# Whatever You Like (T.I.)
Whatever You Like è un brano musicale del rapper statunitense T.I., pubblicato come primo singolo dell'album Paper Trail. Il brano è anche servito come terzo singolo estratto da Paper Trail nel Regno Unito pubblicato il 1º giugno 2009.

## Il brano
La canzone è stata scritta da T.I., James Scheffer e David Siegel e prodotta da Jim Jonsin. Il brano è stato nominato dalla rivista Billboard come il sedicesimo singolo di maggior successo nel decennio che va dal 2000 al 2009 ed è stato certificato quattro volte disco di platino dalla RIAA. È anche il primo singolo di T.I ad aver raggiunto la prima posizione negli Stati Uniti, e ad oggi è il suo singolo di maggior successo, essendo stato in vetta alla Billboard Hot 100 per sette settimane non consecutive, e nella top 3 per oltre tre mesi (dodici settimane).

## Video musicale
Il video musicale prodotto per Whatever You Like è stato filmato a Malibù in California ed è stato diretto da Dave Meyers. Nel video Reagan Gomez-Preston interpreta il ruolo della ragazza di T.I. Inoltre compaiono nel video anche Jackie Long, Lil Duval, Jim Jonsin, e la vera fidanzata di T.I. Tameka Cottle.

## Tracce
Download digitale
1. Whatever You Like - 4:09

CD Single Atlantic 7567896989 (Warner) / EAN 0075678969898
1. Whatever You Like (Explicit Version) - 4:12
2. I Know You Missed Me (Explicit Version) - 3:12

## Classifiche
| Classifica (2008)                    | Posizione più alta |
| ------------------------------------ | ------------------ |
| Australia                            | 13                 |
| Austria                              | 70                 |
| Canada                               | 12                 |
| Irlanda                              | 19                 |
| Paesi Bassi                          | 25                 |
| Europa                               | 79                 |
| Germania                             | 57                 |
| Nuova Zelanda                        | 1                  |
| Norvegia                             | 19                 |
| Svezia                               | 51                 |
| Turchia                              | 13                 |
| Regno Unito                          | 47                 |
| U.S. Billboard Hot 100               | 1                  |
| U.S. Billboard Hot R&B/Hip-Hop Songs | 1                  |
| U.S. Billboard Hot Rap Tracks        | 1                  |
| U.S. Billboard Pop 100               | 3                  |